# Midtøyna
Midtøyna est une île norvégienne du comté de Hordaland appartenant administrativement à Herdla.

## Description
Rocheuse et couverte d'une légère végétation, elle s'étend sur environ 424 m de longueur pour une largeur approximative de 230 m. Elle comporte une habitation en son centre. 